# National Highway Traffic Safety Administration
La National Highway Traffic Safety Administration (NHTSA) est une agence fédérale américaine des États-Unis chargée de la sécurité routière. Elle dépend du département des Transports des États-Unis.
Créée en 1970, elle est plus particulièrement chargée de définir et de faire appliquer les standards de construction des infrastructures routières et des véhicules routiers - comme l'application du classement uniformisé de la qualité du pneu.